# Paradero Centinela
Centinela, también llamada Cantera Centinela, es una estación de ferrocarril ubicada en la localidad de Centinela, comuna de San Fernando, Chile. En ella se segrega de la vía troncal el ramal a la estación Pichilemu, cuyos servicios se iniciaban en la estación San Fernando.